# 世界終末十億年前:異常な状況で発見された手記
『世界終末十億年前: 異常な状況で発見された手記』 （ロシア語: За миллиард лет до конца света）は旧ソビエト連邦の作家ストルガツキー兄弟が1977年に発表した小説。日本では深見弾による訳が群像社から出版された。

## あらすじ
1970年代のソ連・レニングラード。主人公のマリャーノフは天体物理学者で、休暇中にも「恒星と拡散物質の相互作用」という題の論文の研究を続けている。自分の研究がノーベル賞に値する革命的な発見に近づいていることに気づき始めた矢先、彼の人生は奇妙な出来事に悩まされることになる。
まず、マリャーノフのもとに、妻の同級生だと名乗る魅力的な女性が突然訪ねてきて、さらにすでに代金を支払った食べ物とワインが彼らのもとに届く。その後、隣人が自殺し、マリャ－ノフは殺人容疑者となる。
科学的な考え方で問題に取り組むマリャーノフは、自分の発見が自分の研究の完了を妨げようとする誰か (または何か) の邪魔をしているのではないかと疑い始める。
マリャーノフの友人の数学者ヴェチェローフスキイは、この神秘的な力は、遠い将来、宇宙の構造そのものを破壊する恐れがある人類の科学的追求に対する宇宙の反応であると主張する。彼の仮説は均衡の取れた宇宙（ホメオスタチック ユニヴァース）〉というものであり、「宇宙はその構造を維持しつづける」という公理の中でマリャーノフたちの研究がそれを脅かす可能性があり、十億年後に他の何千何万の研究と一体となって世界を終末に導かないように修正しているのだという。
マリャーノフを含む他の科学者たちは研究を放棄することを決めるがヴェチェローフスキイは一人で宇宙と戦い、研究を続けることを宣言する。

## 映画化
1983年にハンガリーで、1986年にフィンランドで、1996 年にギリシャでそれぞれ映画化されたが最も有名なものはアレクサンドル・ソクーロフによる1988年のソ連映画『日陽はしづかに発酵し…』で、ヨーロッパ映画賞の作曲賞を受賞した。

## 続編
ヴャチェスラフ・リバコフが続編となる小説を執筆している。